# Kvadratna piramida
| Kvadratna piramida    |                        |
|                       |                        |
| Vrsta                 | Johnsonovo telo        |
| Stranske ploskve      | 4 trikotnika 1 kvadrat |
| Robovi                | 8                      |
| Oglišča               | 5                      |
| Konfiguracija oglišča | 4(32.4) (34)           |
| Simetrijska grupa     | C4v, [4],(44*44)       |
| Vrtilna grupa         | C4, [4]+, (44)         |
| Dualni polieder       | sebidualna             |
| Značilnosti           | konveksna              |
| (mreža telesa)        |                        |

Kvadratna piramida (tudi štiristrana piramida) je v geometriji piramida, ki ima kvadratno osnovno ploskev. Vrh piramide je pravokotno nad središčem kvadrata. Ima simetrijo C4v.

## Johnsonovo telo
Kadar so vse stranske ploskve enakostranični trikotniki je kvadratna piramida eno izmed Johnsonovih teles (J1).
Johnsonovo kvadratno piramido se lahko opiše s samo enim parametrom, ki pomeni dolžino stranice kvadrata in se ga označimo z a. Če je višina piramide enaka H, se lahko dobi površino A in prostornino V s pomočjo obrazcev:
{\displaystyle H={\frac {1}{\sqrt {2}}}a\!\,,}
{\displaystyle A=(1+{\sqrt {3}})a^{2}\!\,,}
{\displaystyle V={\frac {\sqrt {2}}{6}}a^{3}\!\,.}

## Druge kvadratne piramide
Ostale kvadratne piramide imajo stranice, ki so enakokraki trikotniki. Če je dolžina osnovnice enaka l in višina piramide h, sta površina in prostornina enaki
{\displaystyle P=l^{2}+l{\sqrt {l^{2}+(2h)^{2}}}}
{\displaystyle V={\frac {1}{3}}l^{2}h.}

## Sorodni poliedri
| Pravilni oktaeder lahko smatramo kot kvadratno bipiramido. To pomeni, da imta dve kvadratni piramidi zlepljeni osnovni ploskvi. | Tetrakisni heksaeder lahko konstruiramo iz kocke tako, da kratke kvadratne piramide dodamo na vsako stransko ploskev. | Prisekana piramida je kvadratna piramida, ki ima odsekan vrh. |

### Dualni poliedri
Kvadratna piramida je topološko sebidualni polieder. Dolžina dualnega robu je drugačna zaradi polarne recipročnosti.
| Dualna kvadratna piramida | Mreža dualnega telesa |
| ------------------------- | --------------------- |
|                           |                       |